# Exxon

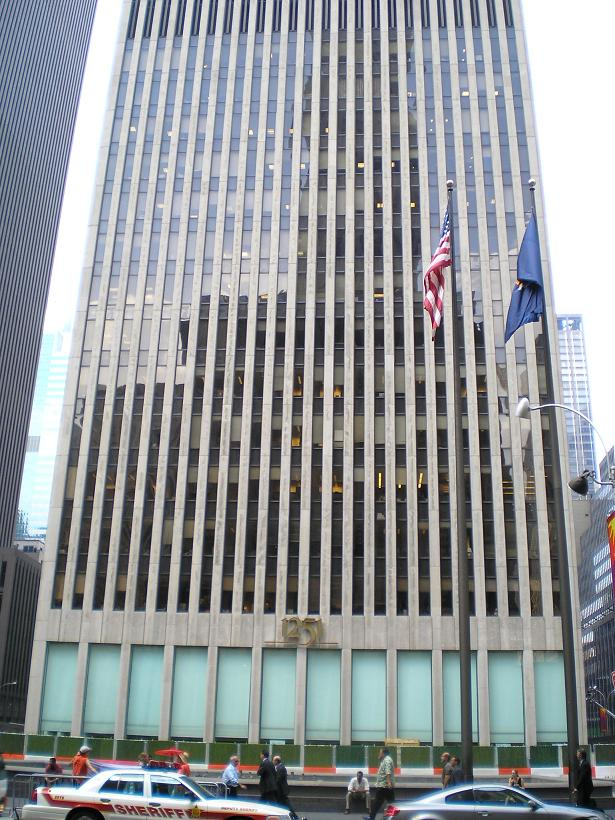
Tòa nhà Exxon (1251 Avenue of America), trụ sở cũ của Exxon

Exxon /ˈɛksɒn/ là tên thương hiệu cũ của công ty dầu khí và tài nguyên thiên nhiên Exxon Corporation, trước khi đến 1972 được gọi là Standard Oil Company of New Jersey. Năm 1999, Exxon Corporation sáp nhập với Mobil để thành lập ExxonMobil. Thương hiệu Exxon vẫn được sử dụng bởi các hoạt động hạ nguồn của ExxonMobil như một thương hiệu cho một số trạm xăng, nhiên liệu động cơ và các sản phẩm liên quan (tập trung cao nhất ở New Jersey, Pennsylvania, Texas và ở các bang Trung Đại Tây Dương và Đông Nam). Standard Oil Company of New Jersey là một trong bảy công ty chị em thống trị ngành dầu khí toàn cầu từ giữa những năm 1940 đến những năm 1970.

## Lịch sử
Exxon đã thay thế các thương hiệu Esso, Enco và Humble tại Hoa Kỳ vào năm 1973. Tên Esso là nhãn hiệu của Standard Oil Company of New Jersey, và đã thu hút sự phản đối từ các công ty spinoff Standard Oil khác vì sự giống nhau về ngữ âm của nó với từ viết tắt của tên của công ty mẹ, Standard Oil. Do đó, Công ty Standard Oil của New Jersey đã bị hạn chế sử dụng Esso ở Mỹ, ngoại trừ tại các bang được trao cho công ty này trong thỏa thuận chống độc quyền của Standard Oil năm 1911.
Ở những bang bị hạn chế sử dụng tên Esso, công ty này đã tiếp thị dưới nhãn hiệu Humble hoặc Enco. Thương hiệu Humble đã được sử dụng tại các nhà ga Texas trong nhiều thập kỷ, vì các hoạt động kinh doanh này do Công ty Standard Oil thuộc Công ty Humble Oil &amp; Refining Company của New Jersey chỉ đạo. Vào giữa đến cuối những năm 1950, việc sử dụng thương hiệu Humble lan sang các bang miền tây nam khác, bao gồm Arizona, New Mexico và Oklahoma.
Năm 1959, Công ty Standard Oil của New Jersey nắm toàn quyền kiểm soát Humble Oil và tái cấu trúc nó thành bộ phận tiếp thị và tinh chế của Hoa Kỳ, để tiếp thị trên toàn quốc dưới các thương hiệu Enco, Esso và Humble. Enco được tạo ra như một từ viết tắt của cụm từ "Công ty năng lượng". Humble đã giới thiệu thương hiệu Enco vào năm 1960 tại Oklahoma và các quốc gia lân cận, để thay thế các thương hiệu công ty con Oklahoma và Pate của Humble. Humble cũng đã thử tiếp thị với cái tên Enco ở Ohio, nhưng Standard Oil Company of Ohio (Sohio) đã phản đối rằng tên và logo Enco (một hình bầu dục màu trắng có viền màu xanh và chữ màu đỏ) quá giống với Esso. Do đó, các trạm ở Ohio được đổi tên thành Humble và duy trì như vậy cho đến khi thương hiệu Exxon được sử dụng.